# Jack Günthard
Jakob „Jack“ Günthard (8. ledna 1920 Hirzel – 7. srpna 2016 Biel) byl švýcarský sportovní gymnasta. 
V reprezentaci debutoval v roce 1949. O rok později se stal v Basileji mistrem světa v soutěži družstev a ve víceboji obsadil desáté místo. V roce 1951 vyhrál Eidgenössisches Turnfest. Na LOH 1952 v Helsinkách zvítězil na hrazdě a jako člen družstva obsadil druhou příčku, ve víceboji jednotlivců byl sedmnáctý. Na MS 1954 získal s družstvem bronzovou medaili. O olympiádu v roce 1956 přišel, protože Švýcarsko melbournské hry bojkotovalo na protest proti potlačení maďarského povstání. Na mistrovství Evropy ve sportovní gymnastice 1957 zvítězil na hrazdě a na bradlech. V letech 1956 až 1958 se stal třikrát po sobě mistrem Švýcarska ve víceboji.
Vyučil se typografem a pak vystudoval sportovní vědu na Spolkové vysoké technické škole v Curychu. Po skončení závodní kariéry se stal trenérem italské reprezentace a Franco Menichelli získal pod jeho vedením olympijský titul. Od roku 1965 Günthard působil jako instruktor na sportovní škole v Magglingenu a vytvořil zde silný tým gymnastů zvaný Günthard Boys. Byl také funkcionářem Evropské gymnastické unie a moderátorem úspěšného televizního pořadu o cvičení Fit mit Jack. V roce 1977 byl přijat do Mezinárodní gymnastické síně slávy.
Jeho bratr Hans H. Günthard byl chemik a profesor EHT.